# Resolutie 2173 Veiligheidsraad Verenigde Naties
Resolutie 2173 van de Veiligheidsraad van de Verenigde Naties werd unaniem door de VN-Veiligheidsraad aangenomen op 27 augustus 2014 en verlengde de gezamenlijke vredesmacht van de Verenigde Naties en de Afrikaanse Unie in Darfur met tien maanden. Ook werd het aantal manschappen gereduceerd tot bijna 16.000 soldaten en 1600 agenten.

## Achtergrond
Al in de jaren 1950 was het zwarte zuiden van Soedan in opstand gekomen tegen het overheersende Arabische noorden. De vondst van aardolie in het zuiden maakte het conflict er enkel maar moeilijker op. In 2002 kwam er een staakt-het-vuren en werden afspraken gemaakt over de verdeling van de olie-inkomsten. Verschillende rebellengroepen waren hiermee niet tevreden en in 2003 ontstond het conflict in Darfur tussen deze rebellen en de door de regering gesteunde janjaweed-milities. Die laatsten gingen over tot etnische zuiveringen en in de volgende jaren werden in Darfur grove mensenrechtenschendingen gepleegd waardoor miljoenen mensen op de vlucht sloegen.

## Inhoud
In 2014 was de situatie in de Soedanese regio Darfur opnieuw sterk achteruit gegaan, met alle gevolgen van dien voor de bevolking. Het leger vocht er nog steeds tegen rebellen, stammen vochten met elkaar en de criminaliteit was gestegen. Sinds januari 2014 waren er naar schatting 359.000 nieuwe vluchtelingen bij gekomen. Daarbij hadden een aantal hulporganisaties hun werkzaamheden in de regio stopgezet waardoor de levering van noodhulp in de problemen was gekomen.
Op 27 januari had president Bashir een nationale dialoog aangekondigd die een mogelijkheid bood om blijvende vrede te bereiken. Alle partijen werden dan ook opgeroepen aan dit proces deel te nemen. Een aantal gewapende groeperingen had dat echter geweigerd.
Het mandaat van de UNAMID-vredesmacht werd met een periode van tien maanden verlengd, tot 30 juni 2015. Tegelijk werd de missie ingekrompen tot maximaal 15.845 soldaten, 1583 agenten en dertien politie-eenheden van 140 man.

## Verwante resoluties
- Resolutie 2138 Veiligheidsraad Verenigde Naties
- Resolutie 2148 Veiligheidsraad Verenigde Naties
- Resolutie 2200 Veiligheidsraad Verenigde Naties (2015)
- Resolutie 2228 Veiligheidsraad Verenigde Naties (2015)

Lijst ·  2133 ·  2134 ·  2135 ·  2136 ·  2137 ·  2138 ·  2139 ·  2140 ·  2141 ·  2142 ·  2143 ·  2144 ·  2145 ·  2146 ·  2147 ·  2148 ·  2149 ·  2150 ·  2151 ·  2152 ·  2153 ·  2154 ·  2155 ·  2156 ·  2157 ·  2158 ·  2159 ·  2160 ·  2161 ·  2162 ·  2163 ·  2164 ·  2165 ·  2166 ·  2167 ·  2168 ·  2169 ·  2170 ·  2171 ·  2172 ·  2173 ·  2174 ·  2175 ·  2176 ·  2177 ·  2178 ·  2179 ·  2180 ·  2181 ·  2182 ·  2183 ·  2184 ·  2185 ·  2186 ·  2187 ·  2188 ·  2189 ·  2190 ·  2191 ·  2192 ·  2193 ·  2194 ·  2195